# 代表質問 16のインタビュー
『代表質問 16のインタビュー』（だいひょうしつもん 16のインタビュー）は、柴田元幸によるインタビュー集。
2009年6月19日、新書館より刊行された。きたむらさとしが表紙の絵を描いた。国内外の13人の文筆家や翻訳家に対して、アメリカ文学研究者で翻訳家の柴田が聴き取りを行っている（1人は架空インタビュー）。2013年7月5日、朝日文庫として文庫化された。